# Thryonomys
Thryonomys is een geslacht van zoogdieren uit de familie van de rietratten (Thryonomyidae). De wetenschappelijke naam van het geslacht werd in 1846 gepubliceerd door Leopold Fitzinger.

## Soorten
Er worden 2 soorten in dit geslacht geplaatst:
- Thryonomys gregorianus (Thomas, 1894) - Kleine rietrat
- Thryonomys swinderianus (Temminck, 1827) - Grote rietrat